# Трамвай у Кеноша
Трамвай у Кеноша (англ. Streetcars in Kenosha) — трамвайна лінія в місті Кеноша, Вісконсин, США.

## Історія
Перші електричні трамваї на вулицях міста з'явились 3 лютого 1903 року, мережа обслуговувала місто до 1932 року, коли трамваї в місті були замінені тролейбусом. Таким чином тролейбус у Кеноша з'явився одним з перших у США, але тролейбусна мережа також протрималася недовго — вже в березні 1952 року всі тролейбуси були замінені дизельними автобусами. Будівництво сучасної лінії почалося наприкінці 1990-х, у квітні 2000 закінчилися роботи з електрифікації лінії. Урочисте відкриття відбулося 17 червня 2000 року.

## Лінія

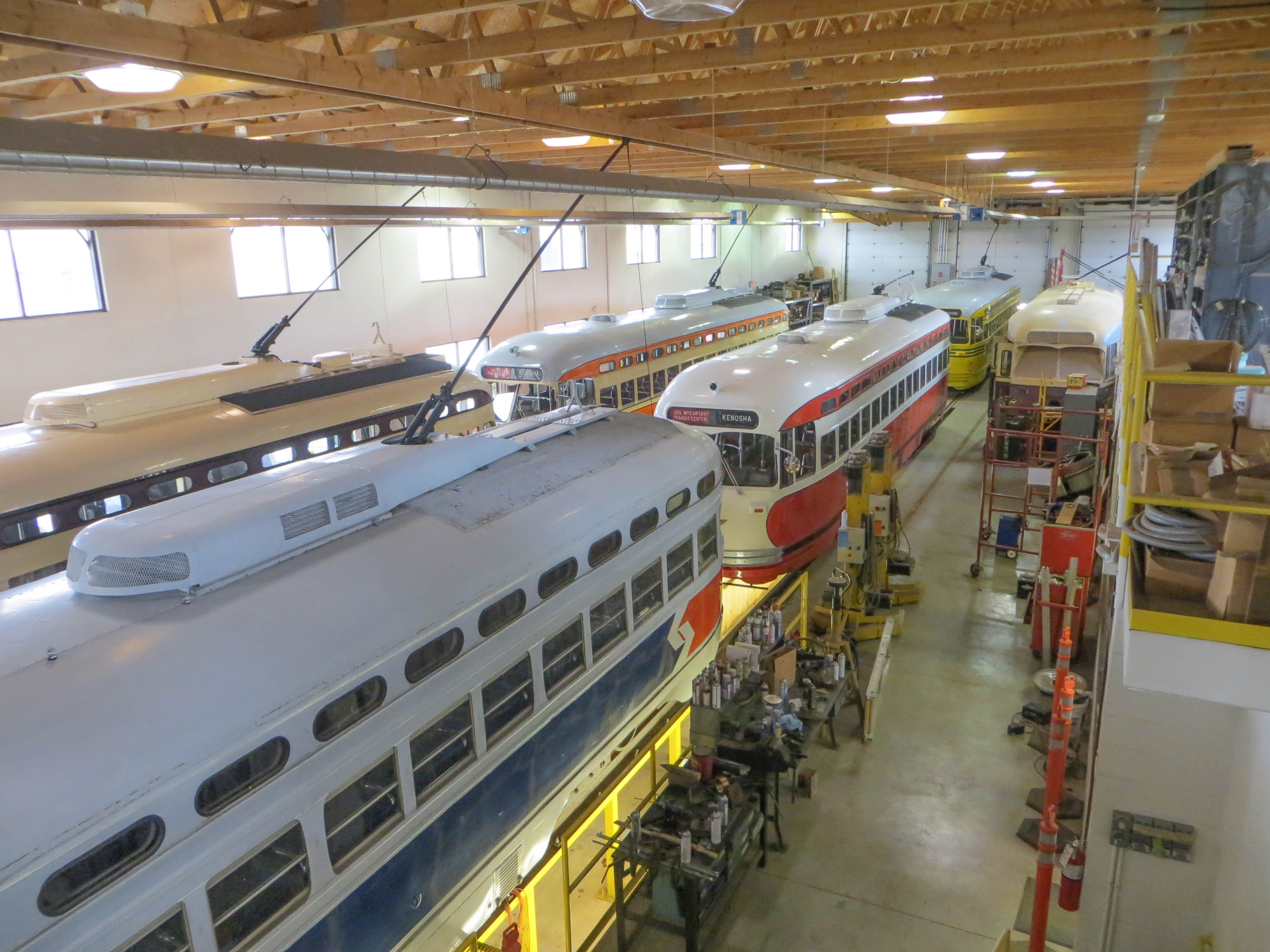
Рухомий склад у депо

Єдина в місті лінія побудована у вигляді одноколійної кільцевої лінії завдовжки 2,7 км, та має 17 зупинок. Трамваї на лінії курсують проти годинникової стрілки. Маршрут лінії починається біля залізничного вокзалу, з якого курсують потяги компанії Metra до Чикаго, залізнична станція Кеноша — єдина станція Metra за межами штату Іллінойс. Пройшовши своїм коротким маршрутом по центру міста, трамвай знов повертається до залізничної станції. Лінію обслуговують відреставровані історичні трамваї, побудовані в 1950-х роках і раніше використовувані в різних містах Північної Америки. Особливістю є те, що трамваї мають лівреї історичних трамвайних систем різних міст Сполучених Штатів та Канади.
Вартість квитка на одну поїздку 1 долар, для пільгових категорій— 50 центів, квиток на один день коштує 3,5 долара.

## Режим роботи
Режим роботи лінії залежить від пори року, не працює на великі свята, такі як Новий рік, День подяки та Різдво.
- Січень — лютий — у будні не працює, у вихідні від 10:35 до 18:15.
- Березень — у будні від 10:00 до 14:00 та у вихідні від 10:35 до 18:15.
- Квітень — грудень — у будні від 11:05 до 18:35 та у вихідні від 10:35 до 18:15.

## Галерея рухомого складу

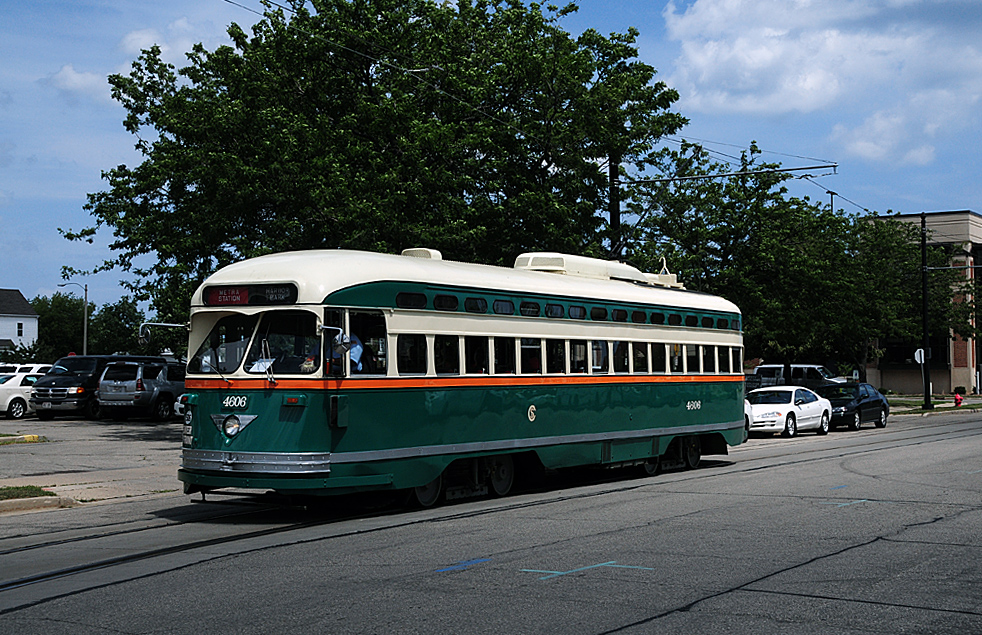
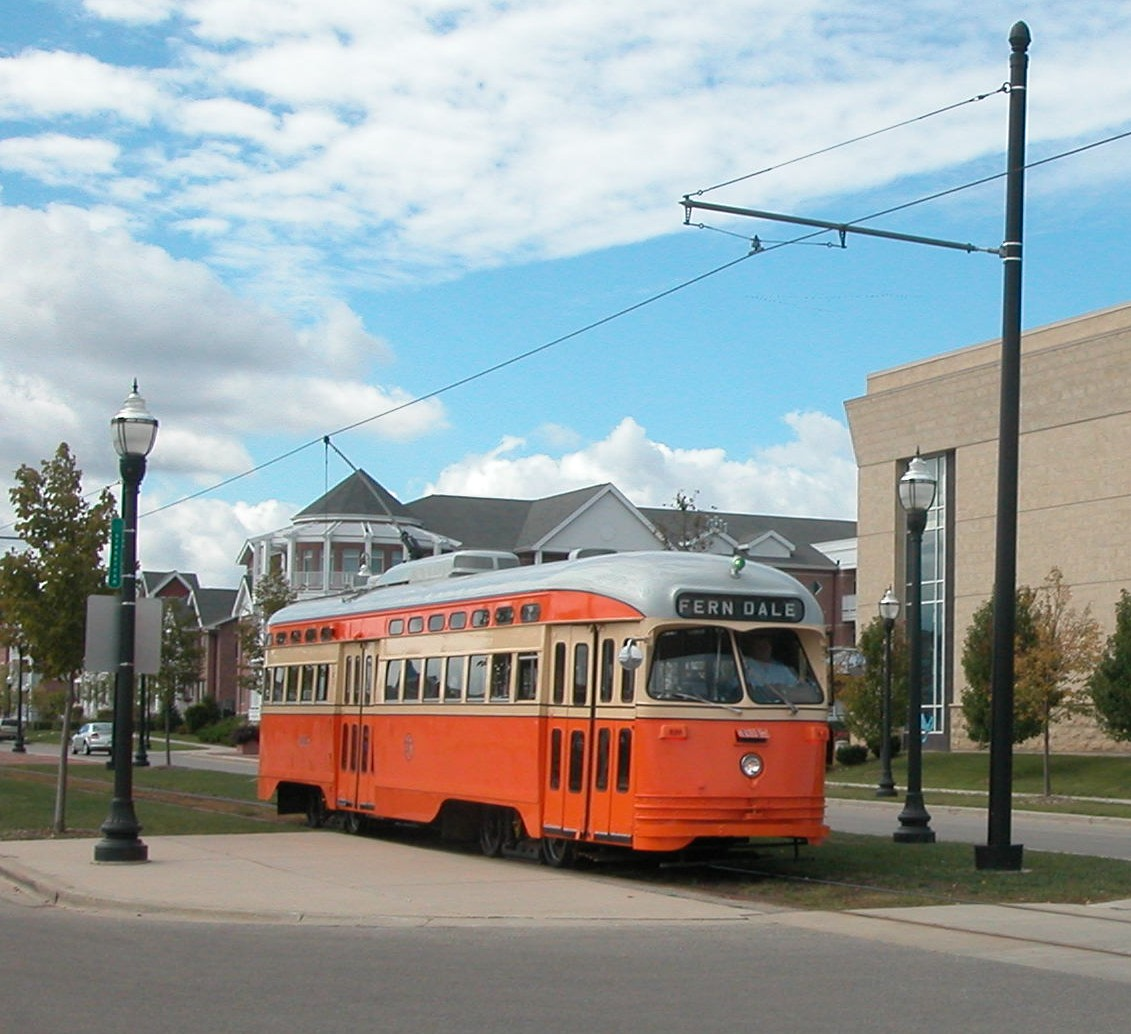
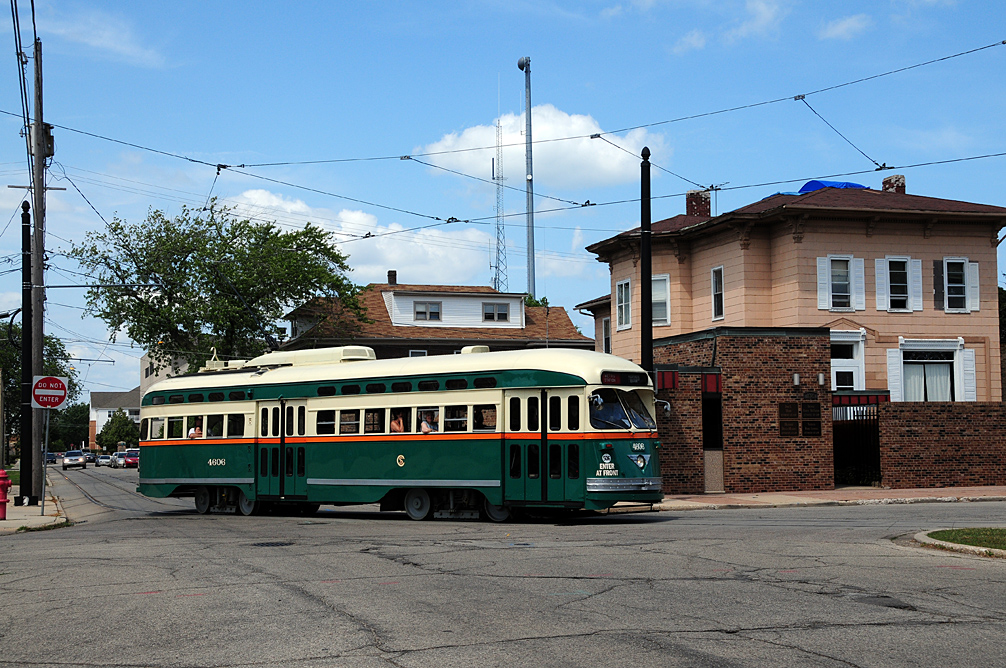